# Giải Oscar lần thứ 71
Giải Oscar lần thứ 71 là giải thưởng được trao bởi Viện Hàn lâm Khoa học và Nghệ thuật Điện ảnh Hoa Kỳ cho phim và các cá nhân có công hiến xuất sắc trong khoảng thời gian năm 1998. Lễ trao giải được tổ chức vào ngày 21 tháng 3 năm 1999 tại Dorothy Chandler Pavilion, thành phố Los Angeles. Lễ trao giải được Whoopi Goldberg lần thứ ba giữ vai trò dẫn chương trình và được phát trên kênh ABC như thường lệ. Lần đầu Whoopi đảm nhận vai trò này là vào năm 1994 tại lễ trao giải lần thứ 66 và lần thứ hai vào năm 1996.
Shakespeare đang yêu giành được bảy giải thưởng trong đó có Phim hay nhất. Những phim khác giành giải gồm có Giải cứu binh nhì Ryan với năm  giải, Cuộc Sống Tươi Đẹp với ba giải và các phim Affliction, Bunny, Election Night, Elizabeth,  Gods and Monsters, The Last Days, The Personals, The Prince of Egypt và What Dreams May Come mỗi phim giành được một giải.

## Giải thưởng và đề cử
Các đề cử cho lễ trao giải được công bố vào 9 tháng 2 năm 1999 tại Beverly Hills bởi chủ tịch Viện Hàn Lâm Robert Rehme và nam diễn viên từng giành giải nam diễn viên phụ xuất sắc nhất Kevin Spacey. Shakespeare đang yêu giành được tới mười ba đề cử, theo sau là Giải cứu binh nhì Ryan với mười một đề cử.
Các giải thưởng ở 24 hạng mục được trao trong đêm trao giải. Cuộc sống tươi đẹp là phim ngoại ngữ thứ hai giành đề cử ở hai hạng mục Phim hay nhất và Phim ngoại ngữ hay nhất. Và cũng là phim nước ngoài nhận nhiều đề cử nhất trong lịch sử giải thưởng với bảy đề cử. Roberto Benigni là nam diễn viên giành giải Nam diễn viên chính xuất sắc nhất thứ hai vừa đảm nhận vai trò diễn viên và đạo diễn trong cùng một phim, trước đó nam tài tử Laurence Olivier cũng có được vinh dự tương tự khi tham gia phim Hamlet vào năm 1948. He also became the fourth individual to earn acting, directing, screenwriting nominations for the same film. Benigni cũng là người thứ tư giành được ba đề cử Đạo diễn xuất sắc nhất, Nam diễn viên chính xuất sắc nhất và Kịch bản gốc xuất sắc nhất trong cùng một phim. Ngoài ra ông còn là diễn viên đến từ một đất nước không nói tiếng Anh thứ ba giành giải cho vai chính xuất sắc nhất. Một điều thứ vị khác là hai nữ diễn viên Cate Blanchett và Judi Dench đều giành đề cử vai diễn chính và phụ xuất sắc nhất khi đóng cùng một nhân vật là Nữ hoàng Elizabeth đệ nhất nhưng ở hai phim khác nhau.

## Giải thướng

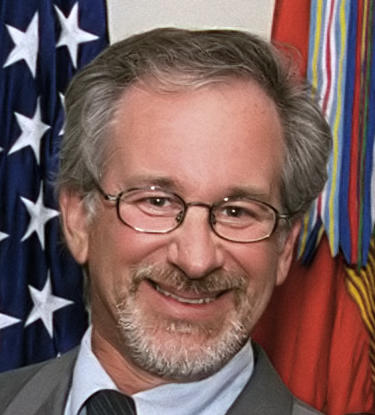
Steven Spielberg, Đạo diễn xuất sắc nhất

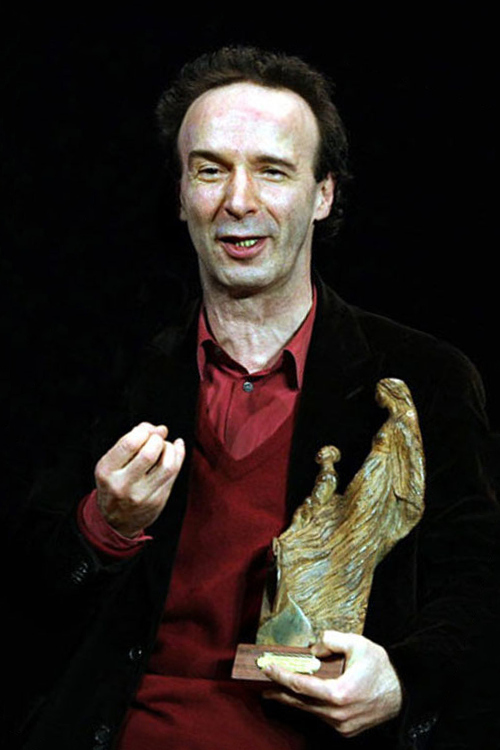
Roberto Benigni, Nam diễn viên chính xuất sắc nhất

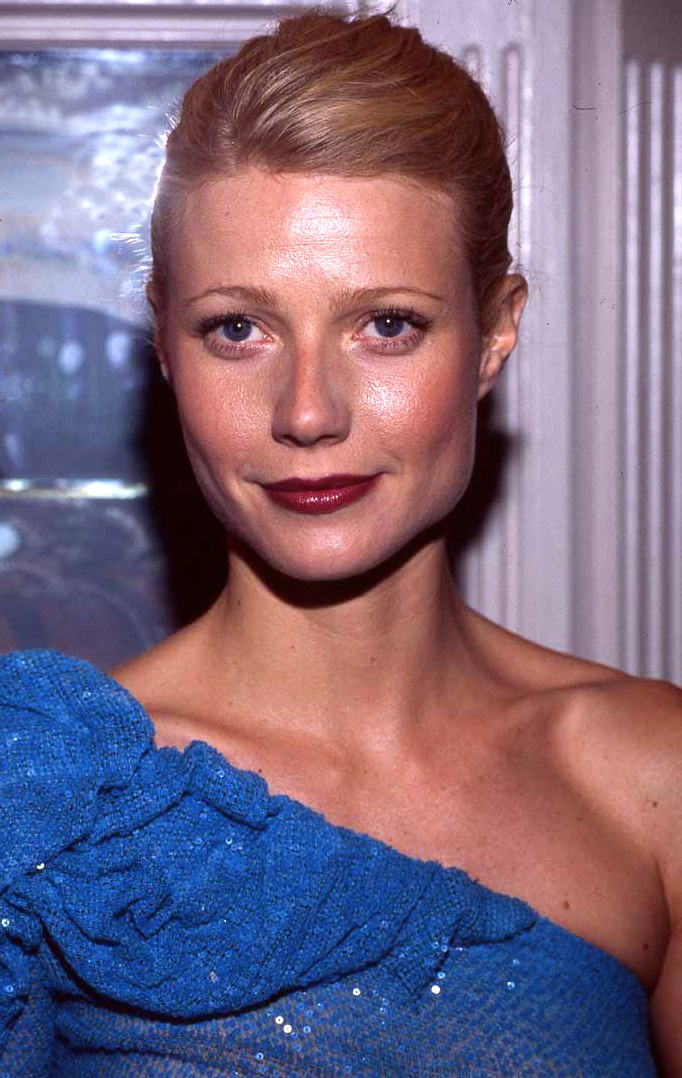
Gwyneth Paltrow, Nữ diễn viên chính xuất sắc nhất

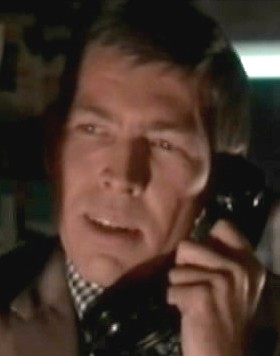
James Coburn, Nam diễn viên phụ xuất sắc nhất

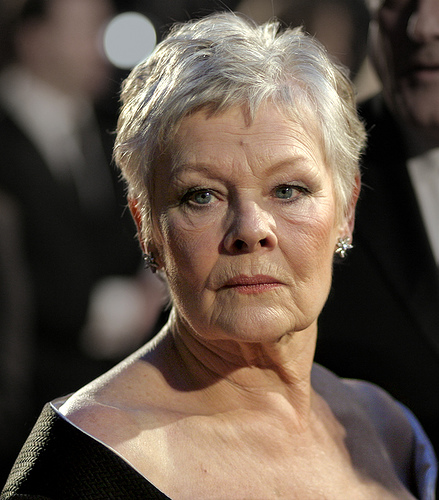
Judi Dench, Nữ diễn viên phụ xuất sắc nhất

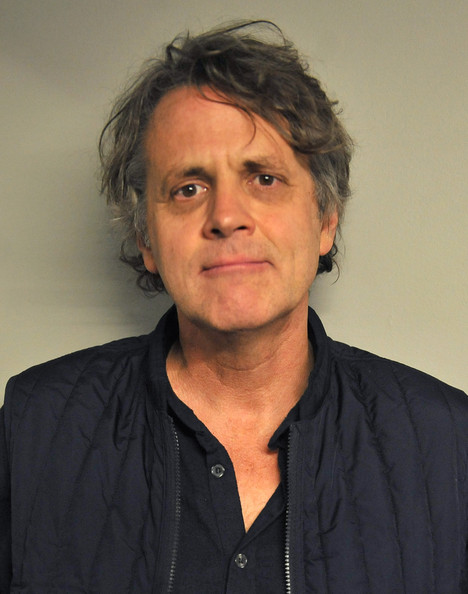
Chris Wedge, Đạo diễn phim hoạt hình ngắn xuất sắc nhất

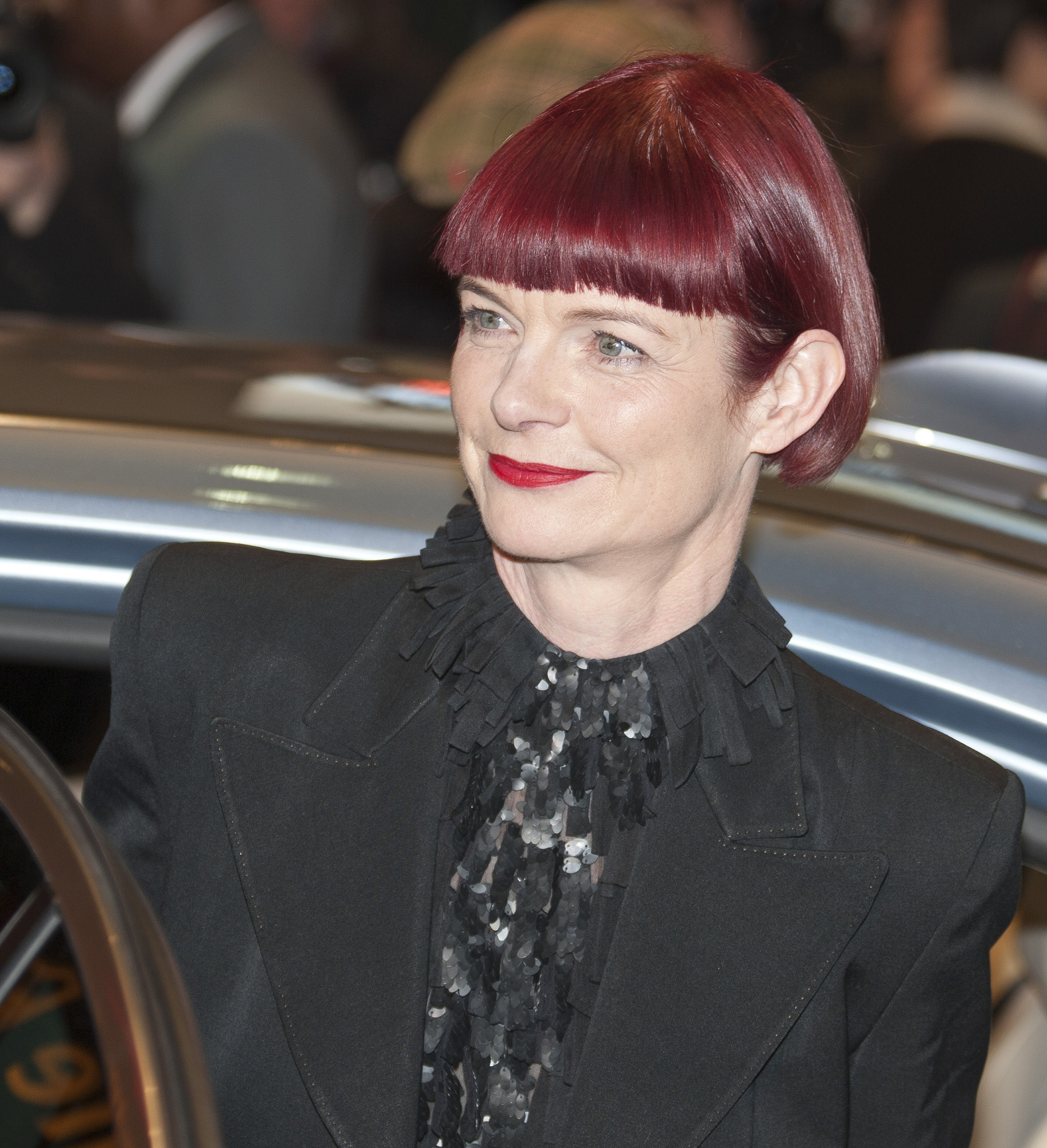
Sandy Powell, Hóa trang xuất sắc nhất

Tên phim và người thắng giải được in đậm
| Phim hay nhất - Shakespeare đang yêu – Harvey Weinstein, Donna Gigliotti, David Parfitt, Edward Zwick, Marc Norman - Elizabeth – Alison Owen, Eric Fellner, Tim Bevan - Cuộc sống tươi đẹp – Elda Ferri, Gianluigi Braschi - Giải cứu binh nhì Ryan – Steven Spielberg, Mark Gordon, Ian Bryce - The Thin Red Line – Robert Michael Geisler, Grant Hill, John Roberdeau | Đạo diễn xuất sắc nhất - Steven Spielberg – Giải cứu binh nhì Ryan - Roberto Benigni – Cuộc sống tươi đẹp - John Madden – Shakespeare đang yêu - Terrence Malick – The Thin Red Line - Peter Weir – The Truman Show |
| Nam diễn viên chính xuất sắc nhất - Roberto Benigni – Cuộc sống tươi đẹp trong vai Guido Orefice - Tom Hanks – Giải cứu binh nhì Ryan trong vai Captain John Miller - Ian McKellen – Gods and Monsters trong vai James Whale - Nick Nolte – Affliction trong vai Wade Whitehouse - Edward Norton – American History X trong vai Derek Vinyard                           | Nữ diễn viên chính xuất sắc nhất - Gwyneth Paltrow – Shakespeare đang yêu trong vai Viola De Lesseps - Cate Blanchett – Elizabeth trong vai Nữ hoàng Elizabeth đệ nhất - Fernanda Montenegro – Central do Brasil trong vai Dora - Meryl Streep – One True Thing trong vai Kate Gulden - Emily Watson – Hilary and Jackie trong vai Jacqueline du Pré |
| Nam diễn viên phụ xuất sắc nhất - James Coburn – Affliction trong vai Glen Whitehouse - Robert Duvall – A Civil Action trong vai Jerome Facher - Ed Harris – The Truman Show trong vai Christof - Geoffrey Rush – Shakespeare đag yêu trong vai Philip Henslowe - Billy Bob Thornton – A Simple Plan trong vai Jacob Mitchell                                           | Nữ diễn viên phụ xuất sắc nhất - Judi Dench – Shakespeare đang yêu trong vai Nữ hoàng Elizabeth đệ nhất - Kathy Bates – Primary Colors trong vai Libbi Holden - Brenda Blethyn – Little Voice trong vai Mari Hoff - Rachel Griffiths – Hilary and Jackie trong vai Hilary du Pré - Lynn Redgrave – Gods and Monsters trong vai Hanna |
| Kịch bản gốc xuất sắc nhất - Shakespeare đang yêu – Marc Norman và Tom Stoppard - Bulworth – Warren Beatty và Jeremy Pikser - Cuộc sống tươi đẹp – Vincenzo Cerami và Roberto Benigni - Giải cứu binh nhì Ryan – Robert Rodat - The Truman Show – Andrew Niccol | Kịch bản chuyển thể xuất sắc nhất - Gods and Monsters – Bill Condon từ tiểu thuyết Father of Frankenstein của Christopher Bram - Out of Sight – Scott Frank từ tiểu thuyết Out of Sight của Elmore Leonard - Primary Colors – Elaine May từ tiểu thuyết Primary Colors của Joe Klein - A Simple Plan – Scott B. Smith từ tiểu thuyết A Simple Plan của Scott B. Smith - The Thin Red Line – Terrence Malick từ tiểu thuyếtThe Thin Red Line của James Jones                                                                                           |
| Phim ngoại ngữ hay nhất - Cuộc sống tươi đẹp bằng tiếng Ý – Roberto Benigni - Central Station bằng tiếng Bồ Đào Nha – Walter Salles - Children of Heaven bằng tiếng Ba Tư – Majid Majidi - The Grandfather bằng tiếng Tây Ban Nha – José Luis Garci - Tango bằng tiếng Tây Ban Nha – Carlos Saura                                                                       | Bài hát trong phim hay nhất - "When You Believe" từ phim The Prince of Egypt – Nhạc và lời bởi Stephen Schwartz - "I Don't Want to Miss a Thing" từ phim Armageddon – Nhạc và lời bởi Diane Warren - "That'll Do" từ phim Babe: Pig in the City – Nhạc và lời bởi Randy Newman - "A Soft Place to Fall" từ phim The Horse Whisperer – Nhạc và lời bởi Allison Moorer và Gwil Owen - "The Prayer" từ phim Truy tìm thanh gươm báu – Nhạc bởi Carole Bayer Sager và David Foster; Lời bởi Carole Bayer Sager, David Foster, Tony Renis và Alberto Testa |
| Phim tài liệu xuất sắc nhất - The Last Days – James Moll và Ken Lipper - Dancemaker – Matthew Diamond và Jerry Kupfer - The Farm: Angola, USA – Jonathan Stack và Liz Garbus - Lenny Bruce: Swear to Tell the Truth – Robert B. Weide - Regret to Inform – Barbara Sonneborn và Janet Cole                                                                              | Phim tài liệu ngắn xuất sắc nhất - The Personals – Keiko Ibi - A Place in the Land – Charles Guggenheim - Sunrise Over Tiananmen Square – Shui-Bo Wang và Donald McWilliams |
| Phim ngắn hay nhất - Election Night – Kim Magnusson và Anders Thomas Jensen - Culture – Will Speck và Josh Gordon - Holiday Romance – Alexander Jovy và JJ Keith - La Carte Postale – Vivian Goffette - Victor – Simon Sandquist và Joel Bergvall | Phim hoạt hình ngắn hay nhất - Bunny – Chris Wedge - The Canterbury Tales – Christopher Grace và Jonathan Myerson - Jolly Roger – Mark Baker - More – Mark Osborne và Steve Kalafer - When Life Departs – Karsten Kiilerich và Stefan Fjeldmark |
| Nhạc phim chính kịch hay nhất - Cuộc sống tươi đẹp – Nicola Piovani - Elizabeth – David Hirschfelder - Pleasantville – Randy Newman - Giải cứu binh nhì Ryan – John Williams - The Thin Red Line – Hans Zimmer | Nhạc phim hài hoặc phim âm nhạc hay nhất - Shakespeare đang yêu – Stephen Warbeck - A Bug's Life – Randy Newman - Hoa Mộc Lan – Matthew Wilder, David Zippel và Jerry Goldsmith - Patch Adams – Marc Shaiman - The Prince of Egypt – Stephen Schwartz và Hans Zimmer |
| Biên tập âm thanh xuất sắc nhất - Giải cứu binh nhì Ryan – Gary Rydstrom và Richard Hymns - Armageddon – George Watters II - Mặt nạ Zorro – David McMoyler | Âm thanh xuất sắc nhất - Giải cứu binh nhì Ryan – Gary Rydstrom, Gary Summers, Andy Nelson và Ron Judkins - Armageddon – Kevin O'Connell, Greg P. Russell và Keith A. Wester - Mặt nạ Zorro – Kevin O'Connell, Greg P. Russell và Pud Cusack - Shakespeare đang yêu – Robin O'Donoghue, Dominic Lester và Peter Glossop - The Thin Red Line – Andy Nelson, Anna Behlmer và Paul Brincat |
| Chỉ đạo nghệ thuật xuất sắc nhất - Shakespeare đang yêu – Martin Childs và Jill Quertier - Elizabeth – John Myhre và Peter Howitt - Pleasantville – Jeannine Oppewall và Jay Hart - Giải cứu binh nhì Ryan – Thomas E. Sanders và Lisa Dean Kavanaugh - What Dreams May Come – Eugenio Zanetti và Cindy Carr                                                            | Quay phim xuất sắc nhất - Giải cứu binh nhì Ryan – Janusz Kamiński - A Civil Action – Conrad L. Hall - Elizabeth – Remi Adefarasin - Shakespeare đang yêu – Richard Greatrex - The Thin Red Line – John Toll |
| Hóa trang xuất sắc nhất - Elizabeth – Jenny Shircore - Giải cứu binh nhì Ryan – Lois Burwell, Conor O'Sullivan và Daniel C. Striepeke - Shakespeare đang yêu – Lisa Westcott và Veronica Brebner | Thiết kế trang phục xuất sắc nhất - Shakespeare đang yêu – Sandy Powell - Beloved – Colleen Atwood - Elizabeth – Alexandra Byrne - Pleasantville – Judianna Makovsky - Velvet Goldmine – Sandy Powell |
| Biên tập xuất sắc nhất - Giải cứu binh nhì Ryan – Michael Kahn - Cuộc sống tươi đẹp – Simona Paggi - Out of Sight – Anne V. Coates - Shakespeare đang yêu – David Gamble - The Thin Red Line – Billy Weber, Leslie Jones và Saar Klein | Hiệu ứng xuất sắc nhất - What Dreams May Come – Joel Hynek, Nicholas Brooks, Stuart Robertson và Kevin Mack - Armageddon – Richard R. Hoover, Pat McClung và John Frazier - Mighty Joe Young – Rick Baker, Hoyt Yeatman, Allen Hall và Jim Mitchell |

### Giải Oscar danh dự
- Elia Kazan[15]

### Giải thưởng Irving G. Thalberg
- Norman F. Jewison[16]

### Phim có nhiều đề cử và giải thưởng
| Số đề cử | Phim                   |
| -------- | ---------------------- |
| 13       | Shakespeare đang yêu   |
| 11       | Giải cứu binh nhì Ryan |
| 7        | Elizabeth              |
| 7        | Cuộc sống tươi đẹp     |
| 7        | The Thin Red Line      |
| 4        | Armageddon             |
| 3        | Gods and Monsters      |
| 3        | Pleasantville          |
| 3        | The Truman Show        |
| 2        | Affliction             |
| 2        | Central Station        |
| 2        | A Civil Action         |
| 2        | Hilary and Jackie      |
| 2        | Mặt nạ Zorro           |
| 2        | Out of Sight           |
| 2        | Primary Colors         |
| 2        | The Prince of Egypt    |
| 2        | A Simple Plan          |
| 2        | What Dreams May Come   |

| Số giải thưởng | Phim                   |
| -------------- | ---------------------- |
| 7              | Shakespeare đang yêu   |
| 5              | Giải cứu binh nhì Ryan |
| 3              | Cuộc sống tươi đẹp     |